# Вільям Баффін
Ві́льям Ба́ффін (1584— †21 січня 1622) — англійський полярний дослідник. 
В 1612—16 брав участь в експедиціях з метою відшукати північно-західний і північно-східний проходи між Америкою і Азією. Досяг Ґренландії, Шпіцбергену; відвідав Гудзонову затоку і і море, пізніше назване його ім'ям. Ім'ям Баффіна названо також острів у Канадському Арктичному архіпелазі.